# Slow Train Coming
Slow Train Coming  (рус. «Прибытие медленного поезда») — девятнадцатый альбом американского автора-исполнителя песен Боба Дилана. Выпущен в августе 1979 года на лейбле Columbia Records.

## Об альбоме
Slow Train Coming — первый альбом Дилана, записанный после его обращения к христианству, и попытка всеми песнями или выразить его личную веру или подчеркнуть важность христианского учения и философии. Альбом не понравился многим из его прежних поклонников, но в то же время вызвал интерес среди многих христиан. В 2001 году альбом занял 16-ю позицию в списке CCM Presents: The 100 Greatest Albums in Christian Music.
Сингл с данного альбома «Gotta Serve Somebody» стал первым за три года, получившим Grammy в номинации лучшее мужское вокальное рок-исполнение в 1980 году. Альбом достиг 2-й позиции в Британии и стал платиновым в США, где поднялся до 3-й позиции.

## Список композиций
Автор песен — Боб Дилан

### Сторона 1
1. «Gotta Serve Somebody» — 5:22
2. «Precious Angel» — 6:27
3. «I Believe in You» — 5:02
4. «Slow Train» — 5:55

### Сторона 2
1. «Gonna Change My Way of Thinking» — 5:25
2. «Do Right to Me Baby (Do Unto Others)» — 3:50
3. «When You Gonna Wake Up» — 5:25
4. «Man Gave Names to All the Animals» — 4:23
5. «When He Returns» — 4:30

## Chart positions
| Year | Chart                                     | Position |
| ---- | ----------------------------------------- | -------- |
| 1979 | Australian Kent Music Report Albums Chart | 1        |
| 1979 | UK Albums Chart                           | 2        |
| 1979 | U.S. Billboard Albums Chart               | 3        |

## Участники записи
- Боб Дилан — гитара, вокал
- Барри Беккет — клавишные, перкуссия
- Пик Уитерс — ударные
- Tim Drummond — бас-гитара
- Марк Нопфлер — гитара
- Muscle Shoals Horns — духовые инструменты
- Каролин Деннис — бэк-вокал
- Helena Springs — бэк-вокал
- Regina Havis — бэк-вокал
- Harrison Calloway — аранжировка
- Mickey Buckins — перкуссия
- Gregg Hamm — звукорежиссёр
- David Yates — ассистент звукорежиссёра
- Paul Wexler — Original Mastering Supervision
- Bobby Hatta — Original Mastering Engineer